# Йоганнис II
Йоганнис II — негус Ефіопії з Соломонової династії. Був сином Іясу I та братом імператорів Текле Гайманота I, Девіта III й Бакаффи.

## Життєпис
За часів правління імператора Бакаффи (1721–1730) ходили чутки, що негус помер. Тому з царської в'язниці було звільнено Йоганниса, щоб той замінив на престолі брата, утім до того як Йоганниса було проголошено новим імператором, з'явився Бакаффа й покарав брата, наказавши відтяти йому руку.
Після вбивства Йоаса I 1769 року рас Мікаел у царській раді подав Йоганниса як головного претендента на ефіопський престол. Пізніше Йоганнис одружився з онукою Мікаела Валеттою Селассіє.
Йоганнис ненавидів військову справу та відмовлявся йти у похід із власним військом, навіть умовляв раса Мікаела відправити його назад в ув'язнення. Мікаел був змушений сам очолити армію, але він остерігався залишати такого царя як Йоганнис у Гондері. Одного ранку, під час сніданку рас Мікаел отруїв негуса.